# Jytte Abildstrøm

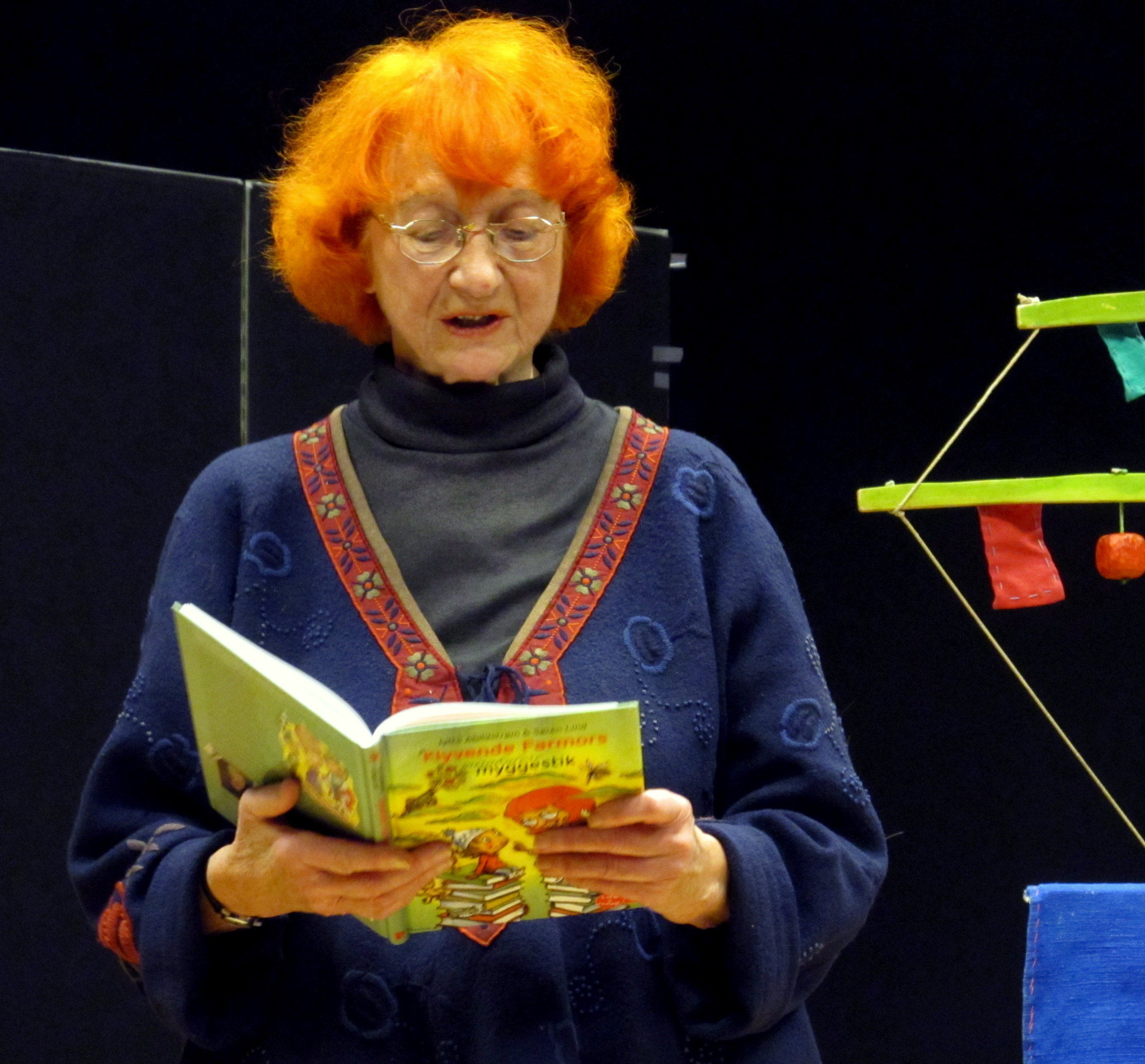
Jytte Abildstrøm (2012)

Jytte Laila Zabell Abildstrøm Mygind (* 25. März 1934 in Kopenhagen; † 2. Januar 2025 in Hellerup) war eine dänische Schauspielerin und Theaterleiterin.

## Leben
Jytte Abildstrøm wuchs als Tochter von Harry Abildstrøm (1904–2002) und Marguerite Betsy Esther Andersen (1905–1995) in Kopenhagen auf. Abildstrøms Vorname Zabell stammt von ihrem Großvater, der ein deutscher „Halb-Jude“ war. Ihre Familie lebte daher in Angst, dass die Deutschen während der Besatzung Dänemarks ihre jüdische Abstammung entdecken könnten.
Nach ihrem Abitur absolvierte Abildstrøm von 1952 bis 1956 eine professionelle Schauspielausbildung an der Eleveskole des Königlichen Theaters Kopenhagen. Sie stand als Bühnendarstellerin an verschiedenen Theaterhäusern auf der Bühne, wie beispielsweise am Gladsaxe-Theater, am Aarhus Teater oder am Odense Teater. Sie wirkte in zahlreichen Theaterstücken, Musicals, Kabarett-Programmen und in Varieté-Shows mit. Später war sie auch als Intendantin und Theaterleiterin an verschiedenen Theatern tätig. Als Schauspielerin vor der Kamera wirkte sie von 1956 bis 2012 in über 70 Film- und Fernsehproduktionen mit. Nebenbei war sie auch als Regisseurin und Drehbuchautorin für Spielfilme und Fernsehserien tätig. Sie betätigte sich auch als Synchronsprecherin für Zeichentrickfilme.
Im Jahr 1990 wurde sie mit dem Dannebrogorden ausgezeichnet. Im Jahr 2003 erhielt sie den Teaterpokalen.
Abildstrøm war von 1961 bis 1973 mit Søren Mygind (1934–2020) verheiratet. Ihr Ehemann war zeitweise Vorsitzender des dänischen Bauernverbandes. Aus der Ehe gingen zwei Söhne hervor, der Autor Lars Mygind (* 1961) und der Schauspieler Peter Mygind (* 1963).
Aufgrund eines Nierenversagens wohnte Abildstrøm ab Dezember 2024 im Sankt Lukas Hospiz. Dort starb sie am 2. Januar 2025 im Alter von 90 Jahren.

## Filmografie (Auswahl)
- 1959: Einesteils der Liebe wegen
- 1960: Verliebt in Kopenhagen
- 1964: Jungfernstreich
- 1965: Siebzehn – Vier Mädchen machen einen Mann
- 1966: Kleine Sünder – große Sünder
- 1969: Squash
- 1969: Kameldamen
- 1978: Die Abenteuer des Herrn Picasso
- 1980: Das Märchen von Hans und Marie
- 1982: Felix
- 1997: Hannibal und Jerry
- 2003: Die Freak-Show